# Liste des modifications frontalières nationales depuis la Première Guerre mondiale
Cette liste des modifications frontalières fait référence aux changements dans les frontières entre nations depuis la fin de la Première Guerre mondiale.
Seules sont indiquées les modifications (significatives) de frontières entre territoires (par exemple, beaucoup de colonies devinrent indépendantes sans aucune modification de leurs frontières et ne sont ainsi pas mentionnées). Les frontières contestées et les États dont l'indépendance est contestée ne sont pas mentionnés.

## Afrique
- 1953 (1er août) : création de la fédération de Rhodésie et du Nyasaland à partir des protectorats britanniques de Nyasaland, Rhodésie du Nord et Rhodésie du Sud.
- 1956 :
  - 2 mars : union du Maroc français et de la majeure partie du Maroc espagnol pour former la nation indépendante du Maroc
  - 13 décembre : union du Togoland britannique et de la Côte-de-l'Or avant l'indépendance du Ghana en 1957.
- 1958 : 
  - L'Afrique-Occidentale française est divisée entre la Mauritanie, le Sénégal, le Soudan français (actuel Mali), la Guinée française (actuelle Guinée), la Côte d'Ivoire, le Niger, la Haute-Volta (actuel Burkina Faso) et le Dahomey (actuel Bénin).
  - L'Afrique-Équatoriale française est divisée entre le Gabon, le Moyen-Congo (actuelle république du Congo), l'Oubangui-Chari (actuelle République centrafricaine) et le Tchad.
- 1960 (1er juillet) : l'État du Somaliland (précédemment Somaliland britannique) s'unit avec le Somaliland italien pour former la Somalie.
- 1961 (1er octobre) : les deux-tiers nord du Cameroun britannique votent pour rejoindre le Nigeria ; le tiers sud vote pour s'unir avec le Cameroun français et  former le Cameroun.
- 1962 (1er juillet) : la colonie belge de Ruanda-Urundi est séparée en Rwanda et Burundi.
- 1963 (31 décembre) : la fédération de Rhodésie et du Nyasaland est divisée en Rhodésie, Zambie et Malawi.
- 1964 : le Tanganyika et l'île de Zanzibar s'unissent et forment la Tanzanie.
- 1977 : le gouvernement sud-africain réimpose son autorité directe sur Walvis Bay (actuellement en Namibie).
- 1993 (24 mai) : l'Érythrée se sépare de l'Éthiopie.
- 1994 (28 février) : Walvis Bay est formellement transférée de l'Afrique du Sud à la Namibie.
- 2011 (9 juillet) : le Soudan du Sud se sépare du Soudan.

## Amériques
- 1938 : un cessez-le-feu signé entre la Bolivie et le Paraguay attribue à ce dernier les trois quarts du Chaco Boreal qu'il avait conquis pendant la guerre du Chaco (1932-35).
- 1941 : le protocole de Rio reconnaît au Pérou la souveraineté du territoire gagné pendant la guerre péruano-équatorienne de 1941.
- 1949 : Terre-Neuve-et-Labrador rejoint le Canada.

## Asie
- 1932 (18 février): le Japon déclare le Mandchoukouo indépendant de la république de Chine.
- 1937 : la Birmanie est séparée du reste de la colonie britannique de l'Inde.
- 1944 : l'URSS annexe la république populaire de Tanou-Touva.
- 1947 : partition des Indes entre l'Inde et le Pakistan au moment de leur indépendance.
- 1949 : transfert de la souveraineté sur le territoire des Indes néerlandaises du royaume des Pays-Bas à la république des États-Unis d'Indonésie, à l'exception de la Nouvelle-Guinée occidentale.
- 1950 : la république populaire de Chine envahit le Tibet ; un traité signé en mai 1951 assure la souveraineté de la Chine sur celui-ci.
- 1953 : à la suite de la Guerre de Corée, la frontière entre la Corée du Nord et la Corée du Sud est fixée à la ligne de cessez-le-feu.
- 1954 : absorption des enclaves portugaises de Dadra et Nagar Haveli par l'Inde.
- 1961 (19 décembre) : l'Inde prend le contrôle de la colonie portugaise de Goa.
- 1962 : les Pays-Bas cèdent la Nouvelle-Guinée occidentale à une administration intérimaire des Nations unies
- 1963 (1er mai) : l'administration intérimaire des Nations unies remet la Nouvelle-Guinée occidentale à l'Indonésie.
- 1963 (31 août) : Singapour, le Sabah, le Sarawak et le Malaya s'unissent pour former la Malaisie.
- 1965 (9 août) : Singapour se retire de la Malaisie.
- 1975 (16 mai) : le Sikkim devient une partie de l'Inde.
- 1976 (2 juillet) : unification officielle de la république démocratique du Viêt Nam et de la république du Viêt Nam pour former le Viêt Nam.
- 1976 (17 juillet) : annexion du Timor oriental par l'Indonésie.
- 1990 :
  - 22 mai : unification de la république démocratique populaire du Yémen et de la république arabe du Yémen pour former le Yémen.
  - 2 août : l'Irak annexe le Koweït.
- 1991 (27 février) : le Koweït retrouve son indépendance de l'Irak.
- 1997 (1er juillet) : la souveraineté sur Hong Kong est transférée à la république populaire de Chine par le Royaume-Uni.
- 1997 (20 décembre) : la souveraineté sur Macao est transférée à la république populaire de Chine par le Portugal.
- 2002 (20 mai) : le Timor oriental devient indépendant de l'Indonésie.

## Europe

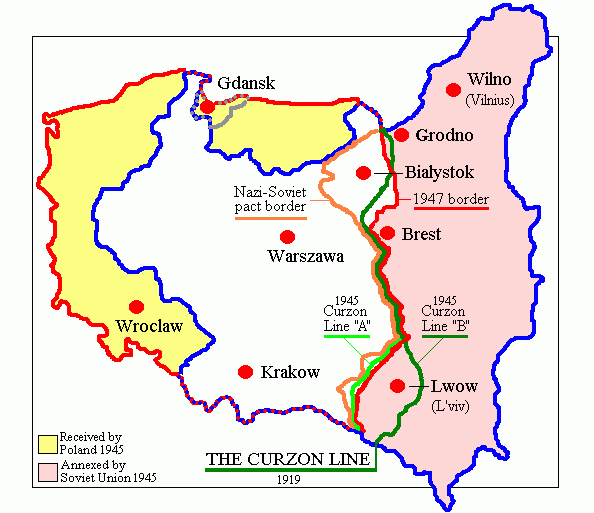
Modification des frontières de la Pologne à la suite de la Seconde Guerre mondiale.

- À la suite de la Première Guerre mondiale, l'Autriche-Hongrie et l'Empire ottoman sont divisés en plusieurs États, comme la Tchécoslovaquie ou le Royaume des Serbes, Croates et Slovènes. Simultanément, la Révolution russe de 1917 et la guerre civile qui la suivit conduisit à l'indépendance de l'Estonie, de la Finlande, de la Lettonie, de la Lituanie et de la Pologne.
- 1919 : la Belgique reçoit trois cantons allemands en compensation des dommages de guerre de la Première Guerre mondiale.
- 1938 (12 mars) : annexion de l'Autriche par l'Allemagne lors de l'Anschluss.
- Seconde Guerre mondiale : nombreux changements territoriaux tandis que l'Allemagne nazie et l'empire du Japon prennent contrôle de nombreux territoires. Après la guerre, les frontières de l'Allemagne sont déplacées à l'ouest sur la ligne Oder-Neisse, tandis que la ligne Curzon sert approximativement pour la frontière orientale de la Pologne.
- 1947 : établissement du Territoire libre de Trieste.
- 1954 : le Territoire libre de Trieste est dissout et distribué entre la Yougoslavie et l'Italie.
- 1957 : incorporation du protectorat français de la Sarre dans la RFA.
- 1990 (3 octobre) : réunification de l'Allemagne de l'Est et de l'Allemagne de l'Ouest.
- 1991 :
  - Effondrement de l'URSS et division en 15 États indépendants.
  - La Bosnie-Herzégovine, la Croatie, la Macédoine et la Slovénie déclarent leur indépendance de la république fédérative socialiste de Yougoslavie. Cette dernière comprend désormais la Serbie et le Monténégro (elle sera renommée république fédérale de Yougoslavie en 1992, puis Serbie-et-Monténégro en 2003).
- 1993 : la Tchécoslovaquie se sépare en République tchèque et Slovaquie.
- 2006 : le Monténégro déclare son indépendance de la Serbie-et-Monténégro. La Serbie devient alors de fait un État indépendant.
- 2008 : le Kosovo déclare son indépendance  le 17 février 2008 lors d’une session extraordinaire du parlement des institutions provisoires du Kosovo qui déclarait cet État indépendant de la Serbie, cette dernière s'y opposant farouchement. Alors que l’indépendance du Kosovo est reconnue par la majorité des pays de l'Occident, la Russie apporte un soutien à la Serbie qui parvient à demander à la Cour internationale de justice (CIJ), par l’ONU, si la proclamation d’indépendance est un acte légal ou non. Le 22 juillet 2010, la Cour internationale de justice déclare qu'elle « est d’avis que l'adoption de la déclaration d’indépendance du Kosovo le 17 février 2008 n’a pas violé le droit international »[1]. Lors d'une réunion du Groupe d'orientation sur le Kosovo (ISG) le 2 juillet 2012, est annoncé que le Kosovo accédera à « la pleine souveraineté » en septembre 2012[2].

## Océanie
- 1919 : division de la Nouvelle-Guinée allemande ; la partie située sur l'île de Nouvelle-Guinée devient le territoire de Nouvelle-Guinée sous administration australienne, Nauru passe sous contrôle du Royaume-Uni et le reste de la colonie devient un mandat japonais.
- 1949 : le territoire de Nouvelle-Guinée et le territoire de Papouasie s'unissent et forment le territoire de Papouasie et Nouvelle-Guinée.
- 1965 : indépendance des îles Cook qui deviennent un État associé à la Nouvelle-Zélande.
- 1969 : annexion formelle de l'ancienne Nouvelle-Guinée néerlandaise par l'Indonésie.
- 1974 : indépendance de Niue qui devient un État associé à la Nouvelle-Zélande.
- 1978 : les îles Mariannes du Nord quittent le territoire sous tutelle des îles du Pacifique.
- 1986 : indépendance effective des îles Marshall et des États fédérés de Micronésie du territoire sous tutelle des îles du Pacifique.

## Cartes du monde

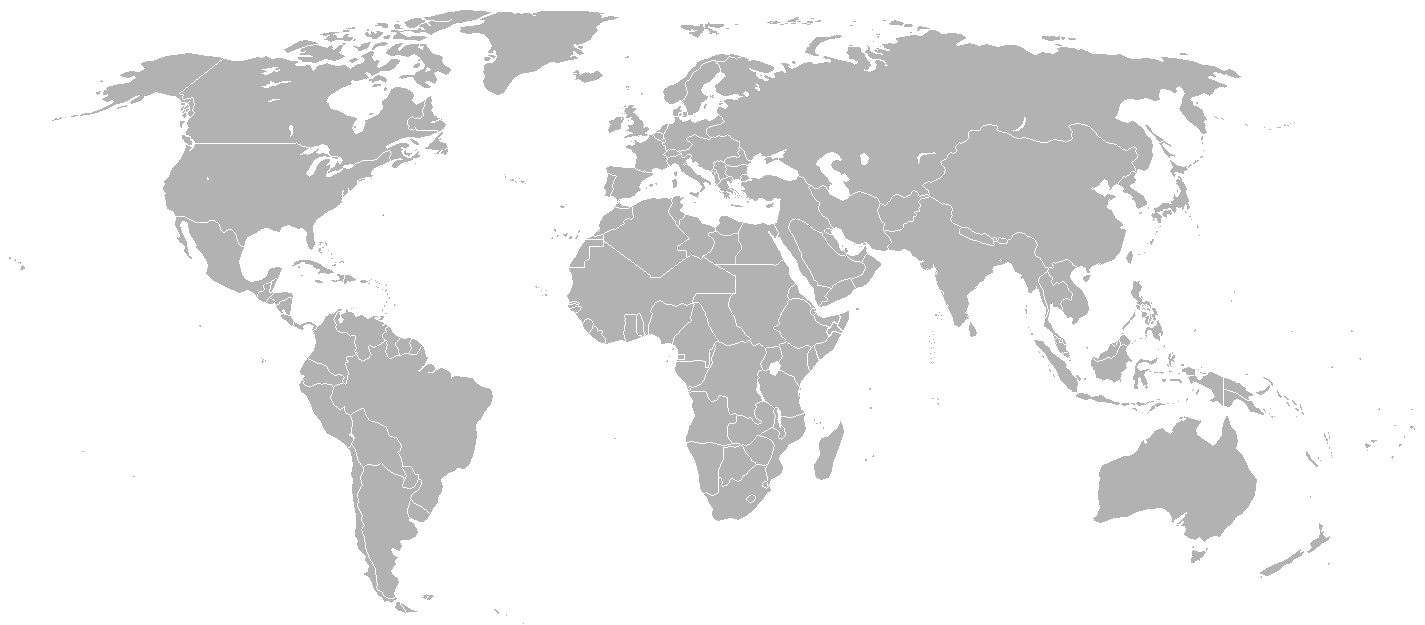
Frontières aux alentours de 1914
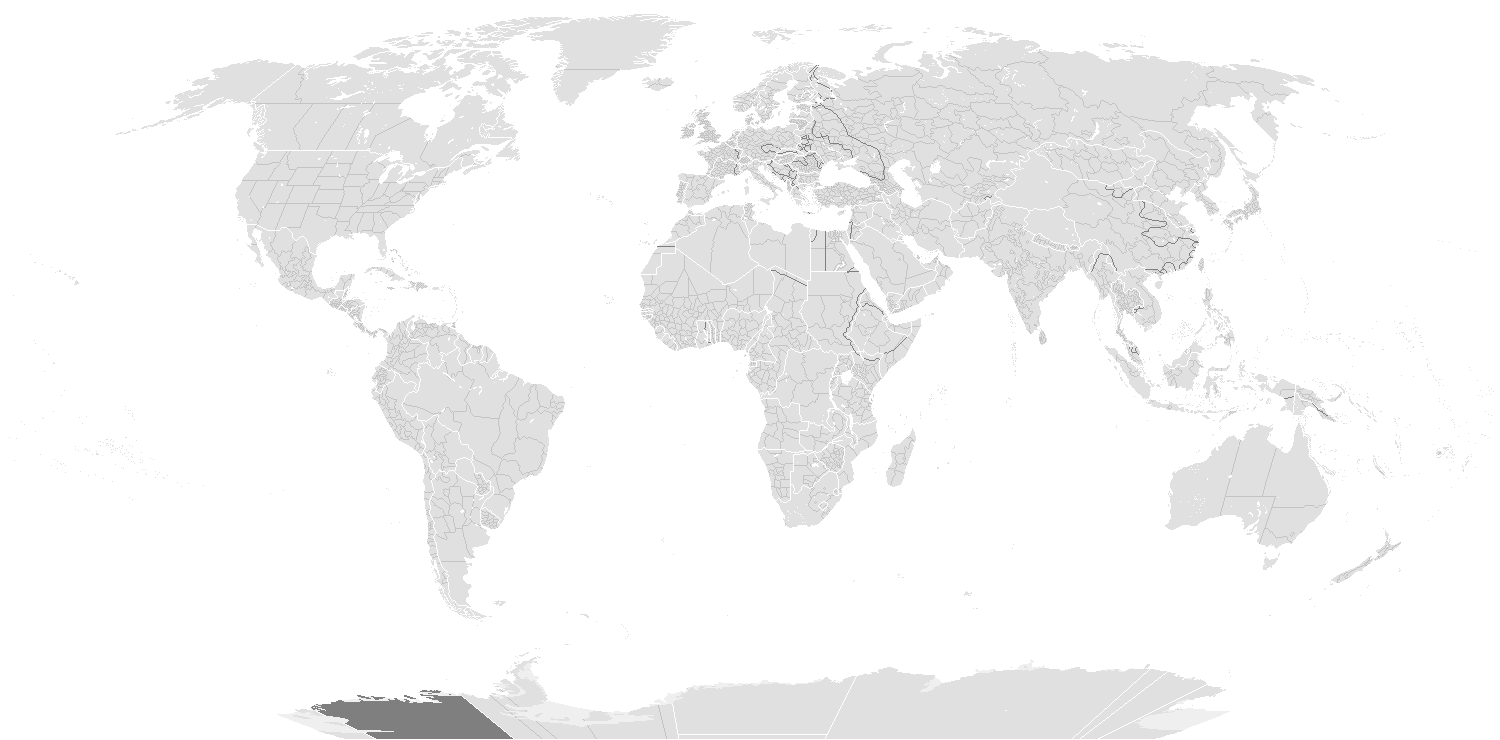
Frontières pendant la Seconde Guerre mondiale (1939-45)
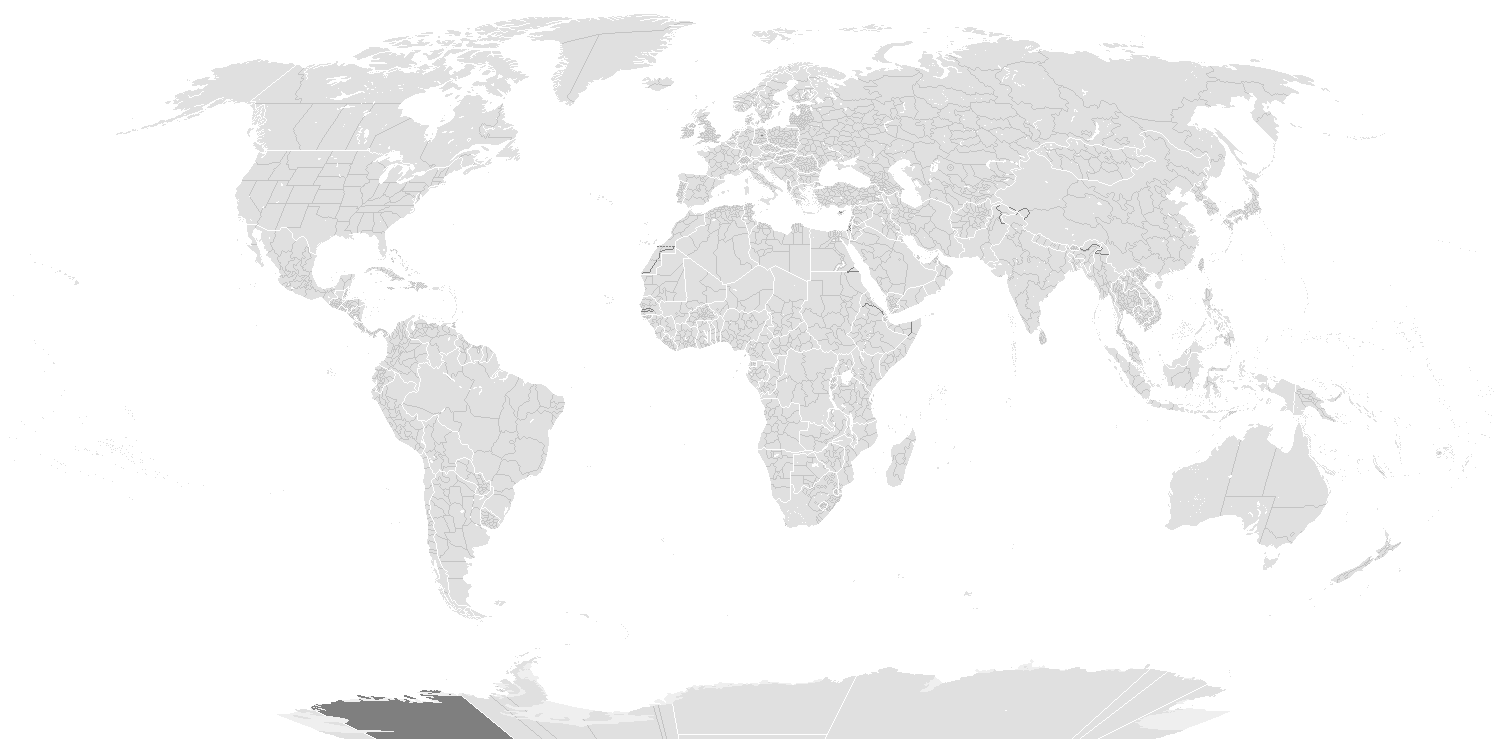
Frontières en 1985, pendant la guerre froide
Frontières de nos jours